# Giano Accame
Giano Accame (ur. 30 lipca 1928 w Stuttgarcie, zm. 15 kwietnia 2009 w Rzymie) – włoski dziennikarz, pisarz i historyk.
Syn Niemki i Liguryjczyka, oficera marynarki. W wieku szesnastu lat, wbrew woli ojca, zgłosił się jako ochotnik do marynarki Włoskiej Republiki Społecznej, lecz wkrótce wpadł w ręce antyfaszystowskich partyzantów.
Po wojnie członek Komitetu Centralnego Włoskiego Ruchu Społecznego. Redaktor m.in. Il Borghese, tygodnika Nuova Repubblica i dziennika Secolo d`Italia oraz współpracownik Lo Stato, Il Tempo, Lo Specchio, Vita, L`Italia Settimanale. Wraz z Ernesto De Marzio założyciel kulturalnego Centrum Życia Włoskiego.

## Publikacje
Opublikował między innymi: 
- Socjalizm trójkolorowy (1983),
- Faszyzm ogromny i czerwony (1990),
- Ezra Pound ekonomista (1995),
- Prawica społeczna (1996),
- Władza pieniądza nad demokracją (1998),
- Historia Republiki. Od końca monarchii do dzisiaj (2001),
- Mój wiek dwudziesty (2003).